# Culeolus wyville-thomsoni
Culeolus wyville-thomsoni is een zakpijpensoort uit de familie van de Pyuridae. De wetenschappelijke naam van de soort is voor het eerst geldig gepubliceerd in 1881 door Herdman.